# Sunbeam Alpine
Unter dem Namen Sunbeam Alpine wurde eine Reihe sportlicher Fahrzeuge der britischen Rootes-Gruppe verkauft.

## Alpine Mark I / III
Das erste Modell wurde 1953 herausgebracht und trug als erstes Auto nach dem Zusammenbruch der STD-Gruppe (Sunbeam, Talbot und Darracq) wieder allein den Namen Sunbeam. Der Alpine war von seinem Vorgänger, dem Sunbeam-Talbot 90 abgeleitet und wurde daher im allgemeinen Sprachgebrauch "Talbot-Alpine" genannt. Anfangs wurde auch ein zweisitziger Sport-Roadster vom Sunbeam-Talbot-Händler George Hartwell in Bournemouth als Einzelstück für den Rallye-Einsatz entwickelt, das seine Anfänge als Cabriolet von 1952 hatte. Vermutlich erhielt es seinen Namen von Norman Garrad aus der Wettbewerbsabteilung des Werkes, der stark an den Erfolgen von Sunbeam-Talbot in den Alpenrallyes der frühen 1950er-Jahre beteiligt war, wobei er eine Limousine der Marke benutzte. Die Alpine-Modelle Mark I und Mark III (einen Mark II gab es nie) waren handgefertigt, wie das zwischen 1953 und 1955 angebotene Cabriolet, das bei dem unabhängigen Karosseriehersteller Thrupp & Maberly in 3000 Exemplaren entstand. Vermutlich gibt es heute nur noch 200 Stück davon. Der Wagen hatte einen Vierzylindermotor, aber da er auf einem Limousinenfahrgestell gebaut wurde, hatte er immer unter Kompromissen zu leiden und blieb nur zwei Jahre in Produktion.

## Alpine Series I – V
Eine zweite Modellreihe des Sunbeam Alpine wurde zwischen 1959 und 1968 hergestellt.
Die Ingenieure Kenneth Howes und Jeff Crompton wurden 1956 mit einer Neugestaltung eines sportlichen Fahrzeugs beauftragt, das vornehmlich auf den US-Markt zielen sollte. Der neue Wagen zielte konzeptionell auf die Nische, die der MGA, der Triumph TR3A und der Austin-Healey 100 erfolgreich besetzten. Der neue Alpine war ein kompakter zweisitziger Roadster mit einer attraktiven Karosserie, die aus manchem Blickwinkel wie ein verkleinerter Ford Thunderbird aussah. Das war freilich kein Wunder, denn einerseits bot sich das erfolgreiche amerikanische Design auch für andere Hersteller als Vorbild an (so beispielsweise für den Auto Union 1000), andererseits hatte der Alpine-Ingenieur Ken Howes lange Jahre bei Ford gearbeitet, bevor er zur Rootes Group kam.
Da die Rootes-Gruppe bereits in den 1950er Jahren sehr zurückhaltend mit dem Entwicklungsbudget umging, nutzte der neue Alpine zahlreiche Komponenten, die bereits bei anderen Modellen des Konzerns verwendet wurden. Die Bodengruppe und die innere Struktur des Aufbaus etwa stammten vom Hillman Husky II, während die Antriebstechnik mehr oder weniger unverändert vom Sunbeam Rapier übernommen wurde. Aus diesem Baukasten wurden Vierzylindermotoren mit Hubräumen zwischen 1,5 Litern und 1,725 Litern verwendet, die unterschiedlich stark bearbeitet wurden. Als Kraftübertragung diente regelmäßig ein manuelles Vierganggetriebe mit optionalem Overdrive; in einer einzelnen Serie wurde auch ein dreistufiges Borg-Warner 35 Automatikgetriebe angeboten.
Im Laufe des Jahres 1958 entstanden einige Prototypen; einer von ihnen hat überlebt.
Die Serienproduktion des Alpine begann 1959. In den folgenden zehn Jahren entstanden insgesamt fünf Baureihen, die sich durch mitunter erhebliche Entwicklungsschritte voneinander unterschieden. Die Fahrzeuge der ersten Serie und die ersten Modelle der zweiten Serie wurden bei Burlington Carriage Company aufgebaut, einem Karosseriewerk aus Coventry, das zu Bristol Siddeley Engines gehörte. Seit Sommer 1962 erfolgte die Produktion dagegen in Rootes’ eigenen Anlagen in Ryton-on-Dunsmore.

### Die einzelnen Serien

#### Serie I

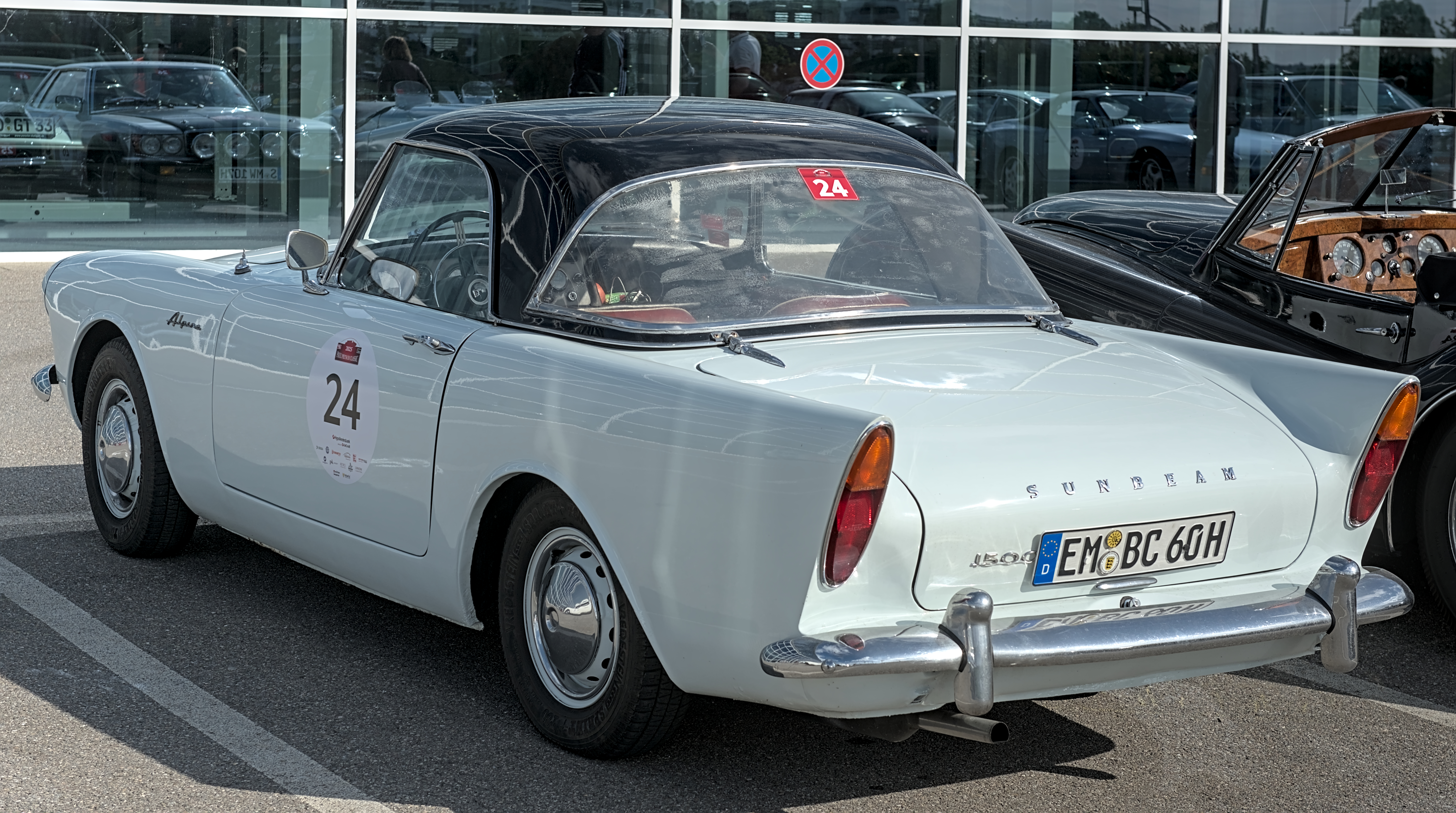
Sunbeam Alpine Series I

Die Fahrzeuge der Serie I wurden von 1959 bis 1960 ausschließlich in Coventry hergestellt. Sie trugen scharf gestaltete Heckflossen mit stark abfallender Heckklappe und wurden von einem 1,5 Liter großen Vierzylindermotor angetrieben, der 78 PS lieferte.

#### Serie II

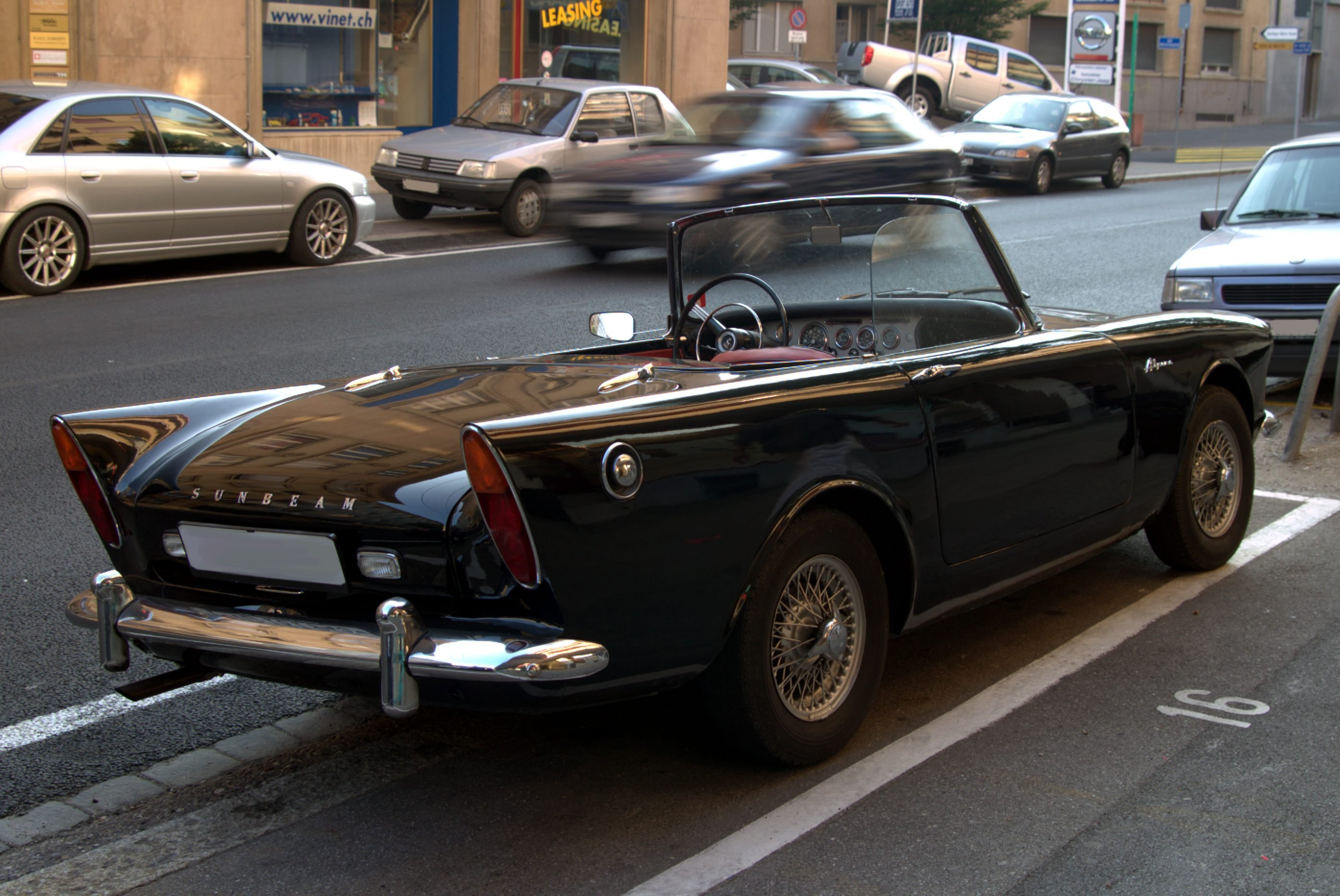
Sunbeam Alpine Series II

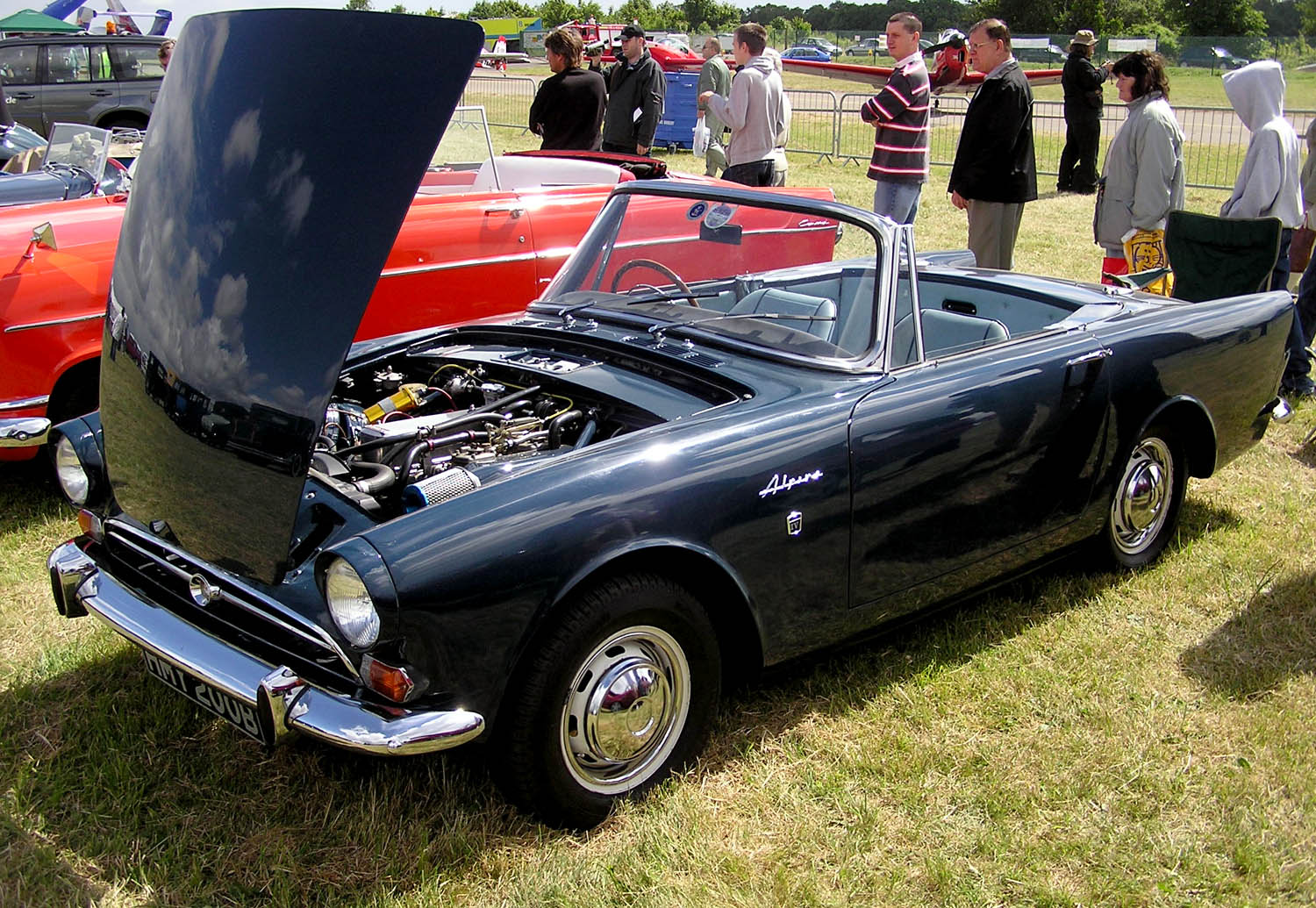
Alpine Series IV von 1964

Nachdem die Serie I nur 15 Monate lang hergestellt worden war, erschien im Sommer 1960 eine zweite Serie. Der Wagen erhielt einen auf 1,6 Liter vergrößerten Vierzylinder, dessen Leistung bei gleichzeitiger Erhöhung des Drehmoments auf 80 PS gestiegen war. Äußerlich unterschied sich das neue Modell kaum von der ersten Serie. Der Basispreis für einen Alpine Serie II betrug bei seiner Vorstellung 986 £.

#### Serie III
Im Frühjahr 1963 wurde die dritte Serie des Alpine vorgestellt. Erstmals waren zwei Ausführungen im Angebot: der bekannte, nunmehr als Alpine Tourer bezeichnete Roadster und daneben eine Version mit fest montiertem Hardtop, die die Bezeichnung Alpine GT erhielt. Das Design der Serie II wurde weitestgehend unverändert übernommen; Änderungen gab es vor allem im Bereich der Innenausstattung, hier primär bei den Sitzen. Beide Ausführungen des Alpine wurden von dem 1,6 Liter großen Vierzylinder angetrieben, der im Tourer 82 PS und im GT 77 PS leistete. Die Serie III war ausgesprochen kurzlebig; nach nur neun Monaten wurde sie durch den Alpine Serie IV ersetzt.

#### Serie IV

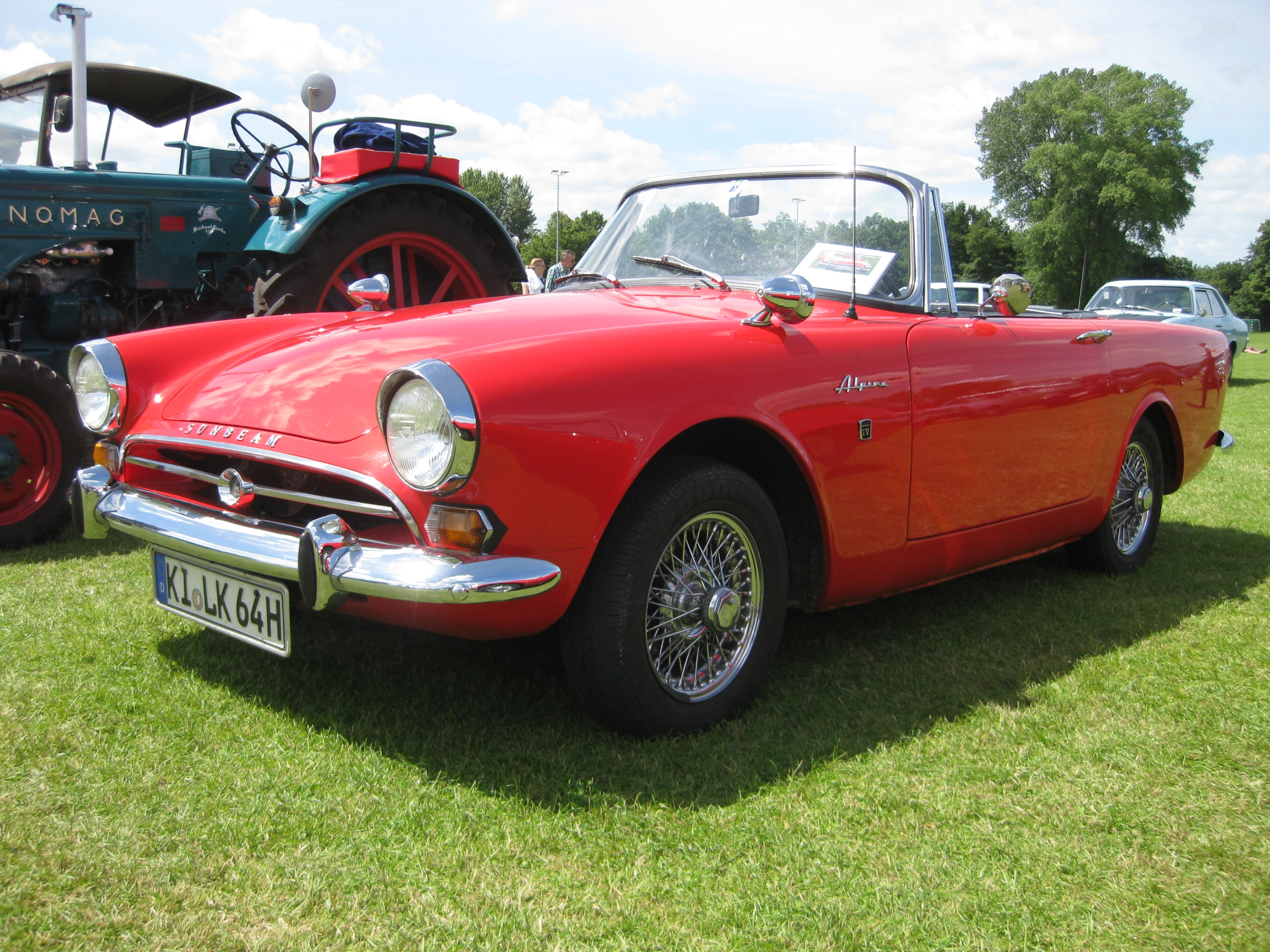
Sunbeam Alpine (1964)

Die im Januar 1964 präsentierte Serie IV brachte (erstmals) eine erhebliche stilistische Überarbeitung des bekannten Modells. Ähnlich wie bei anderen Fahrzeugen der Rootes-Gruppe, hatte man auch hier die auffälligen Heckflossen entfernt und durch einen senkrechten Kotflügelabschluss mit stehenden ovalen Rückleuchten ersetzt. Zugleich war die Linie des Kofferraumdeckels deutlich angehoben worden, wodurch das Kofferraumvolumen erheblich wuchs. Die Frontpartie wurde im Wesentlichen übernommen; besonderes Merkmal der vierten Serie war eine verchromte Querstrebe im ansonsten unveränderten Kühlergrill. Auch antriebsseitig gab es Modifikationen: Zwar blieb der bekannte 1,6 Liter große Vierzylinder (mit 82 PS) unverändert im Programm; allerdings war nun erstmals eine Dreigangautomatik von BorgWarner lieferbar. Die mit der Serie III begonnene Aufteilung in ein GT- und ein Tourer-Modell entfiel mit Einführung der vierten Serie; der Alpine wurde unter einer einheitlichen Bezeichnung angeboten.

#### Serie V
Im Sommer 1965 erschien mit der Serie V die letzte Abwandlung des Alpine-Themas. Sie blieb nahezu drei Jahre – eine für Rootes-Verhältnisse ungewöhnlich lange Zeit – unverändert im Programm. Die Serie V unterschied sich äußerlich nicht von den Modellen der Serie IV, antriebsseitig gab es aber eine spürbare Aufrüstung: Der Alpine erhielt nunmehr eine 1,725 Liter große Ausführung des hauseigenen Vierzylindermotors, die 92 PS abgab. Damit war das Auto 98 Meilen pro Stunde schnell, ein veritabler Wert, mit dem alle vorherigen Alpine-Serien übertroffen wurden. Gleichwohl litt das Ansehen des Alpine Series V darunter, die prestigeträchtige Marke von 100 mph (knapp) verpasst zu haben und damit hinter den MGB und Triumph TR4/TR4A zurückzubleiben.
Das in der Serie IV optional angebotene Automatikgetriebe war für die Serie V nicht mehr lieferbar.

### Produktionsdaten
| Modell     | Bauzeit   | Produktionsstätte                  | Stückzahl |
| ---------- | --------- | ---------------------------------- | --------- |
| Series I   | 1959–1960 | Bristol Siddeley Engines           | 11.904    |
| Series II  | 1960–1963 | Bristol Siddeley Engines und Ryton | 19.956    |
| Series III | 1963–1964 | Ryton                              | 5.863     |
| Series IV  | 1964–1965 | Ryton                              | 12.406    |
| Series V   | 1965–1968 | Ryton                              | 19.122    |

### Ableitungen

#### Der Sunbeam Tiger
Zwischen 1964 und 1967 bot Rootes unter dem Namen Sunbeam Tiger eine Variante des Alpine mit einem amerikanischen Achtzylinder von Ford an. Der Tiger Series I basierte auf dem Alpine Serie IV bzw. V; der nur 1967 hergestellte Tiger II, der über einen größeren Motor verfügte, beruhte auf dem Alpine Serie V. Alle Tiger-Versionen wurden bei Jensen Motors hergestellt.

#### Der Sunbeam Harrington Alpine

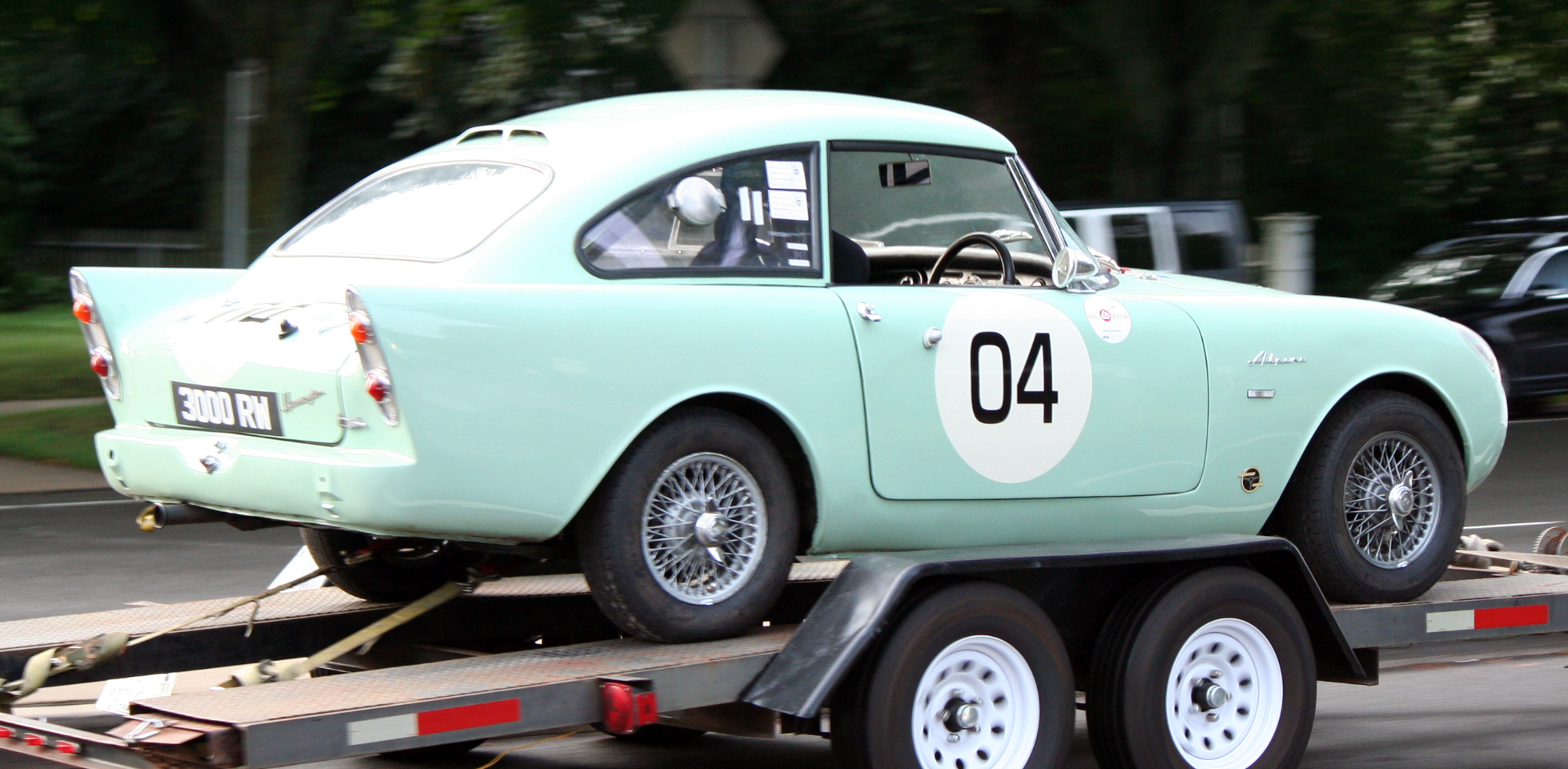
Harrington Alpine Series A (1961)

Zwischen 1961 und 1963 stellte das Unternehmen Thomas Harrington Coach Builders Ltd. aus Sussex einige Fließheckversionen auf der Basis des Sunbeam Alpine her, die sich durch abweichende Dachgestaltungen voneinander unterschieden und jedenfalls zeitweilig nebeneinander angeboten wurden. Insgesamt entstanden knapp 400 Exemplare. Es gibt Berichte, dass zudem einige Sunbeam Tiger nachträglich von Harrington zu Fließheck-Coupés umgestaltet wurden. Das Designkonzept Harringtons wurde 1966 vom Triumph GT6 aufgegriffen.

### Sunbeam Alpine im Motorsport
Der Alpine wurde in verschiedenen Versionen wiederholt im Motorsport eingesetzt. So meldete das Team Sunbeam Talbot zwei modifizierte Alpine Serie II (mit Hardtop) zum 24-Stunden-Rennen von Le Mans 1962. Ein Fahrzeug wurde von Peter Harper und Peter Procter bewegt, ein weiteres von Paddy Hopkirk und Peter Jopp. Harper und Procter legten 268 Runden zurück und wurden mit 63 Runden Rückstand als Gesamt-15. gewertet; Hopkirk und Jopp mussten dagegen nach 187 Runden mit technischem Defekt aufgeben.
Daneben wurde der Sunbeam Alpine gelegentlich auch im Rallyesport und bei Clubrennen eingesetzt. Einer der 1958 hergestellten Prototypen wurde von dem bekannten Rennfahrer auf britischen Limousinen, Bernard Unett, gefahren.

### Sunbeam Alpine im Film
- Einen blauen Alpine Mark III-Roadster sieht man im Film Über den Dächern von Nizza von Alfred Hitchcock aus dem Jahr 1955, in dem Cary Grant und Grace Kelly die Hauptrollen spielen. In diesem Auto, das von Grace Kelly gefahren wird, findet eine schnelle Verfolgungsjagd über die französische Corniche statt.
- Ein roter Alpine Series I wird von Elizabeth Taylor im Film Telefon Butterfield 8 von 1960 gefahren.
- Ein blauer Alpine Series II wird von Sean Connery im ersten James-Bond-Film James Bond – 007 jagt Dr. No (1962) gefahren.
- Ein roter Alpine Series IV ist im Arnold-Schwarzenegger-Film Phantom-Kommando von 1985 zu sehen. Dort wird das Auto zerstört.
- Ein weißer Alpine ist im Film Find Carter (1971) zu sehen.

## New Alpine

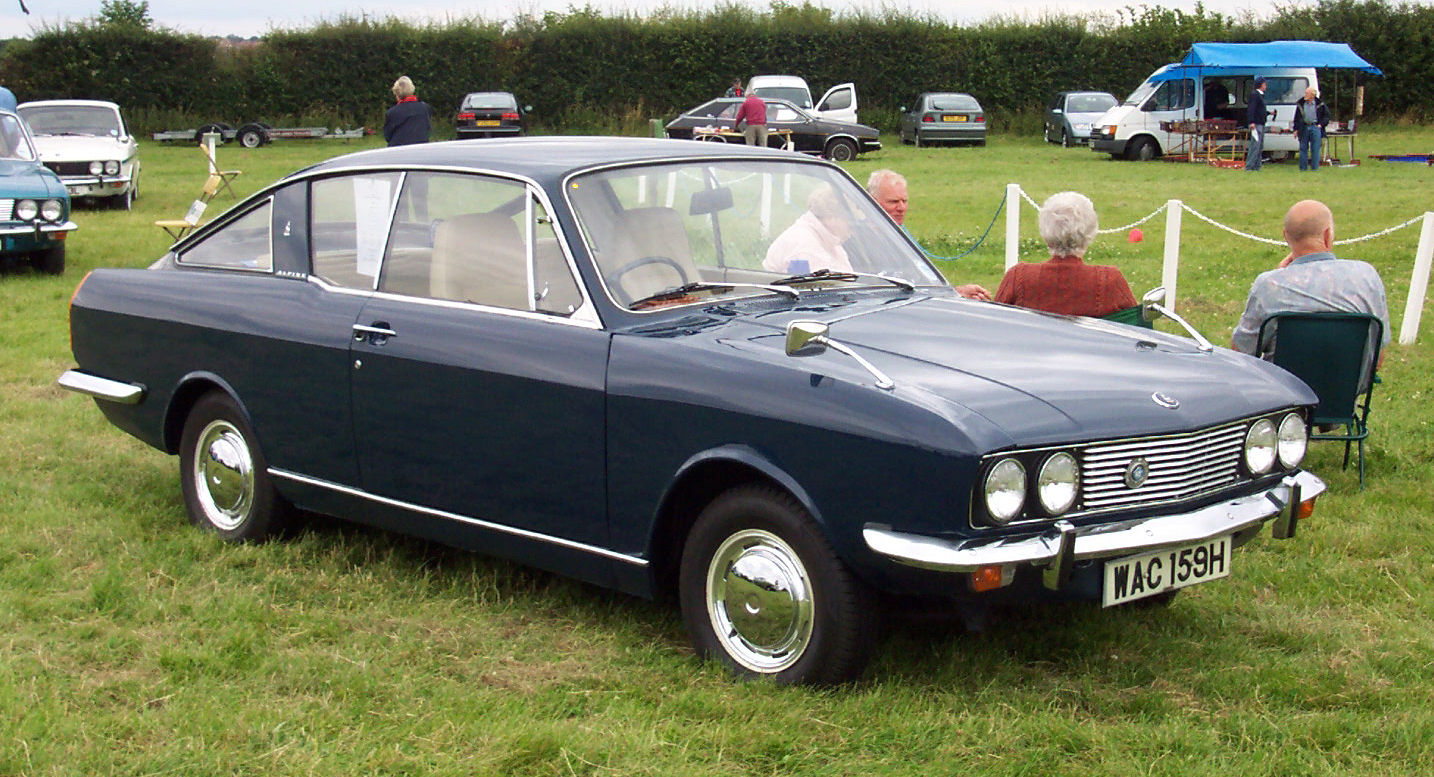
New Alpine Fließheck (1969)

Rootes führte 1967 die Modellreihe Arrow ein, der vor allem in den vier- und fünftürigen Versionen Hillman Hunter, Singer Vogue und Humber Sceptre verbreitet wurde. Daneben gab es auch eine Coupé-Version, deren Vertrieb der Marke Sunbeam vorbehalten blieb. 1967 startete der Verkauf des Sunbeam Rapier genannten Modells. 1969 wurde dem Rapier eine billigere, etwas langsamere und sparsamere Version – immer noch ein sportliches Modell – zur Seite gestellt, für die die Bezeichnung Alpine verwendet wurde. Alle Modelle hatten den 1725 cm3-Motor der Gruppe mit 5-fach gelagerter Kurbelwelle. Der einfachere Alpine hatte einen einzelnen Stromberg CD 150-Vergaser, während der Rapier zwei besaß. Der schnelle Rapier H 120 verfügte über zwei Weber 40 DCOE-Vergaser. 1975, ein Jahr vor dem New Rapier, wurde der New Alpine ersatzlos eingestellt.

## Verwendung des Namens durch Chrysler / Talbot

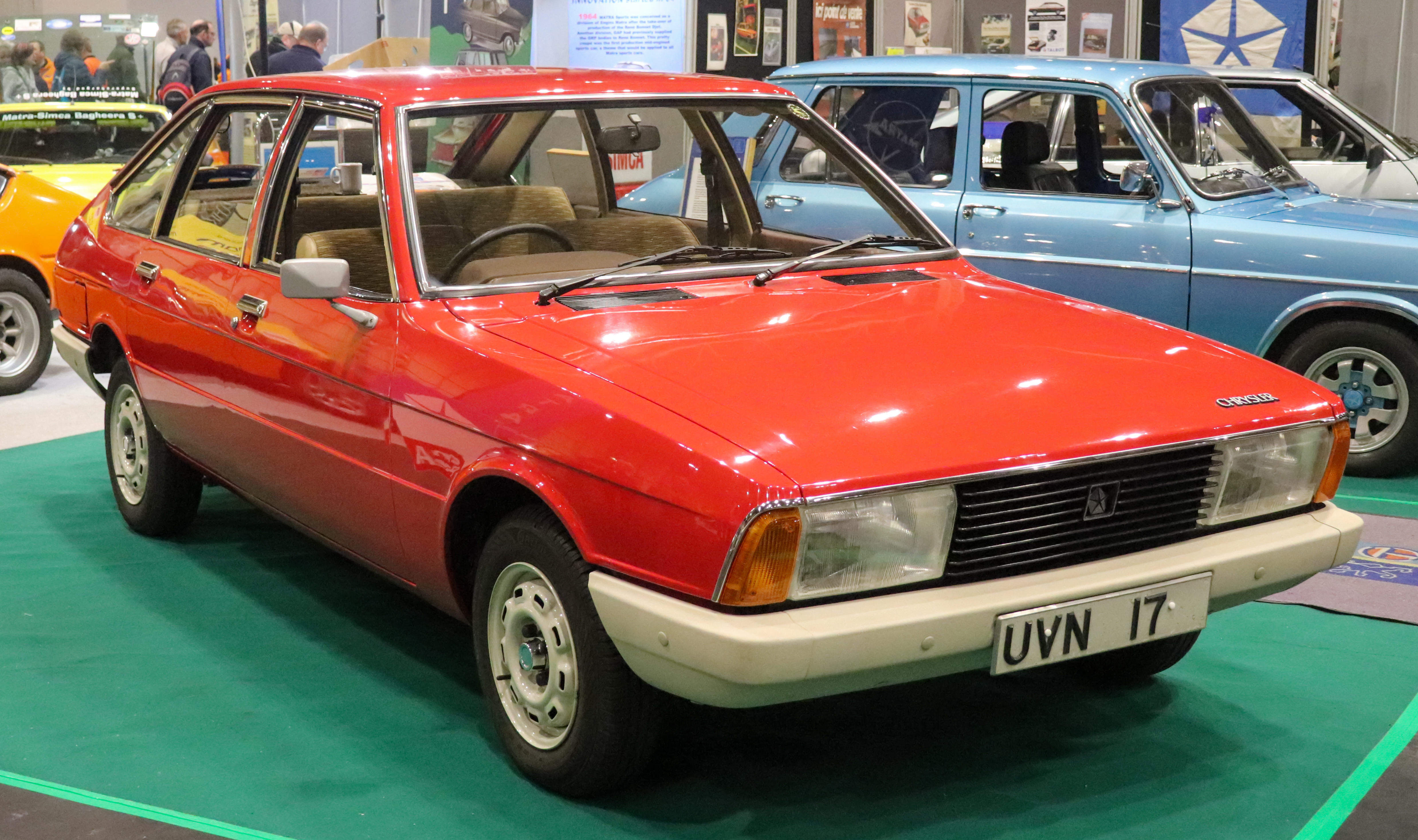
Britischer Chrysler Alpine

Der Name Alpine wurde 1976 von Chrysler Europe, dem Nachfolger der Rootes-Group, für einen Wagen übernommen, der nichts mit dem Sunbeam Alpine zu tun hatte: die Version des Chrysler C6 für den britischen Markt, einem in Frankreich entwickelten Familienauto mit Heckklappe, das in Kontinentaleuropa unter anderem als Simca 1307 verkauft wurde. Der Wagen hieß in Großbritannien anfangs Chrysler Alpine und dann schließlich Talbot Alpine, nachdem Chrysler Europa 1979 von Groupe PSA übernommen worden war.